# Ouayou
Ouayou est une commune située dans le département de Cassou de la province de Ziro au Burkina Faso.

## Histoire
Louis-Gustave Binger y passe le mardi 5 juin 1888. Il écrit : « Voyou [sic], m'a semblé bien peuplé... ».

## Éducation et santé
Ouayou accueille un centre de santé et de promotion sociale (CSPS).